# Orson Bean
Orson Bean właśc. Dallas Frederick Burroughs (ur. 22 lipca 1928 w Burlington, zm. 7 lutego 2020 w Los Angeles) – amerykański aktor filmowy, telewizyjny i teatralny, także muzyk; wystąpił m.in. w roli Lorena Braya, cynicznego właściciela sklepu, w serialu telewizyjnym Doktor Quinn (1993–1998).

## Życiorys
Urodził się w Burlington w Vermont jako syn Marian Ainsworth (z domu Pollard) i George’a Fredericka Burrowsa, szefa policji kampusu na Uniwersytecie Harvarda i członka American Civil Liberties Union. Był magiem-amatorem w liceum Cambridge Rindge and Latin School, które ukończył w 1947, a wkrótce potem przez 18 miesięcy służył w wojsku przebywając w Japonii. Studiował aktorstwo w Herbert Berghof Studio. Po wojnie występował jako komik w klubach nocnych i teatrach nowojorskich. 30 kwietnia 1954 zadebiutował na Broadwayu. W 1957 trafił do serialu Kraft Television Theatre. W latach 50. XX wieku znalazł się na czarnej liście studia filmowego w Hollywood ze względu na swoje otwarcie liberalne poglądy polityczne. W końcu udało mu się pokonać czarną listę, grając głównych bohaterów Bilbo Bagginsa i Frodo Bagginsa w animowanych adaptacjach powieści J.R.R. Tolkiena Hobbit (1977) i Powrót króla (1980). W latach 60., 70. i 80. brał często udział w telewizyjnych teleturniejach. W filmie telewizyjnym NBC Aniołki Charliego z tyłu kamery (Behind the Camera: The Unauthorized Story of 'Charlie’s Angels', 2004) wcielił się w postać aktora Johna Forsythe’a.
Był trzy razy żonaty. 2 lipca 1956 ożenił się z aktorką Jacqueline de Sibour, która występowała pod pseudonim Rain Winslow, córką francuskiego szlachcica i pilota Vicomte’a Jacques’a de Sibour i jego żony Violette B. Selfridge (córki urodzonego w Ameryce brytyjskiego oddziału magnata sklepowego Harry’ego Gordona Selfridge’a). Przed rozwodem w 1962 Bean i Jacqueline mieli jedno dziecko, córkę Michele. 3 października 1965 poślubił aktorkę i projektantkę mody Carolyn Maxwell, z którą miał troje dzieci: dwóch synów – Maxa i Ezekiela oraz córkę Susannah. Rozwiedli się w 1981. 18 kwietnia 1993 ożenił się z Alley Mills, 23 lata młodszą od siebie aktorką. Mieszkali w Los Angeles do jego śmierci w 2020.
Zmarł 7 lutego 2020 w wieku 91 lat, podczas spaceru w pobliżu bulwaru Venice i Shell Avenue, w Venice w Los Angeles na skutek potrącenia przez nadjeżdżający samochód, gdy przechodził przez jezdnię w pobliżu teatru, w którym występowała jego żona.

## Filmografia

### Filmy
- 1955: Jak być bardzo, bardzo sławnym (How to Be Very, Very Popular) jako Toby Marshall
- 1959: Anatomia morderstwa (Anatomy of a Murder) jako dr Matthew Smith
- 1967: Gwiezdny powóz (The Star-Wagon) jako Stephen Minch
- 1969: Lola (Twinky) jako Hal
- 1982:
  - Garfield in the Rough jako Billy Rabbit
  - Interkosmos jako wydawca Lydii
- 1991: Życiowa szansa (Chance of a Lifetime) jako Fred
- 1999:
  - Być jak John Malkovich (Being John Malkovich) jako dr Lester
  - Doktor Quinn (Dr. Quinn Medicine Woman: The Movie, TV) jako Loren Bray
- 2003: Powrót króla (The Return of the King) jako Frodo Baggins / Bilbo Baggins (głos)
- 2004: Psi mistrz: Puchar Europy (Soccer Dog: European Cup) jako burmistrz
- 2006:
  - Kosmiczna mistyfikacja (Alien Autopsy) jako Bezdomny
  - Na rozstaju dróg (The Novice) jako ojciec McIlhenny
- 2018: Bez litości 2 jako Sam Rubinstein[7]

### Seriale TV
- 1952:
  - Goodyear Television Playhouse – udział w 1 odcinku
  - Broadway Television Theatre – 2 odcinki
- 1952−1956: Studio One – 3 odcinki
- 1954: Robert Montgomery Presents – 1 odcinek
- 1954–1956: Omnibus – 3 odcinki
- 1955:
  - The Best of Broadway jako Mortimer Brewster – 1 odcinek
  - The Elgin Hour jako Arthur – 1 odcinek
- 1957:
  - Kraft Television Theatre jako George Sanford – 1 odcinek
  - Playhouse 90 jako Jack Chesney – 1 odcinek
- 1958:
  - The Phil Silvers Show jako szer. Wally Gunther – 1 odcinek
  - The Millionaire jako Newman Johnson – 1 odcinek
- 1960:
  - Strefa mroku (The Twilight Zone) jako James B.W. Bevis – 1 odcinek
  - Art Carney Special – 1 odcinek
- 1978: Statek miłości (The Love Boat) jako Artie D' Angelo
- 1982: Tylko jedno życie jako Harrison Logan
- 1986–1989: Napisała: Morderstwo (Murder, She Wrote) jako Ebeneezer McEnery
- 1990: Przygody Animków jako Gepetto (głos)
- 1993–1998: Doktor Quinn (Dr. Quinn, Medicine Woman) jako Loren Bray
- 1998: Diagnoza morderstwo (Diagnosis Murder) jako Lewis Sweeney
- 2000:
  - Szeryf z miasteczka Manhattan jako Lew Goldberg
  - Ally McBeal jako Marty
  - Diabli nadali jako Carl Tepper
  - Prawo rodzinne (Family Law) jako arcybiskup Phillips
  - Will & Grace jako profesor Joseph Dudley
- 2002: Jak pan może, panie doktorze? (Becker) jako pan Bennet
- 2003: Siódme niebo jako pacjent / Pan Hampton Impersonator
- 2004: Dowody zbrodni (Cold Case) jako Harland Sealey
- 2005: Dwóch i pół (Two and a Half Men) jako Norman
- 2006: Pani prezydent (Commander in Chief) jako Bill Harrison
- 2007:
  - Podkomisarz Brenda Johnson (The Closer) jako Donald Baxter (sezon 3, odc. 5.)
  - Kobiecy Klub Zbrodni (Women’s Murder Club) jako Harold Grant
  - Jak poznałem waszą matkę (How I Met Your Mother) jako Bob
- 2009–2012: Gotowe na wszystko jako Roy Bender
- 2011: Rozpalić Cleveland (Hot in Cleveland) jako Dan
- 2014: Kochanki (Mistresses) jako
- 2016:
  - Współczesna rodzina (Modern Family) jako Marty
  - The Guest Book jako Edgar
  - Moda na sukces  (The Bold and the Beautiful) jako Howard
- 2018: Superstore jako dr Fogler
- 2020: Grace i Frankie jako Bruno

## Książki
- Me and the Orgone (1972) ISBN 0-9679670-1-5
- Too Much Is Not Enough (1988) ISBN 0-8184-0465-5
- 25 Ways to Cook a Mouse for the Gourmet Cat (1994) ISBN 1-55972-199-5
- M@il for Mikey (2007)